# 마더스 데이 (2010년 영화)
《마더스 데이》(영어: Mother's Day)는 2010년 공개된 미국의 심리 공포 영화로, 1980년 동명 영화의 리메이크 작품이다.

## 출연
- 리베카 더모네이
- 제이미 킹
- 패트릭 플루거
- 프랭크 그릴로
- 워런 콜
- 브리아나 에비긴
- 데버라 앤 월
- 리사 마코스
- 맷 올리리
- 리릭 벤트
- 토니 나포
- 캔디스 매클루어
- 숀 애슈모어
- 제시 루수
- J. 러로즈
- 알렉사 베이가
- A. J. 쿡
- 앤드루 브리니아스키

## 기타 제작진
- 공동 제작: 샤라 케이, 조지 프레스먼
- 배역: 린지 헤이스 크루거
- 미술: 앤서니 A. 이아니
- 세트: 크레이그 샌델스
- 의상: 레슬리 캐버나